# Onyx (système d'espionnage)
Pour les articles homonymes, voir Onyx.
 (octobre 2024).
Motif : Plusieurs passages rédigés dans un ton non-neutre/non-encyclopédique

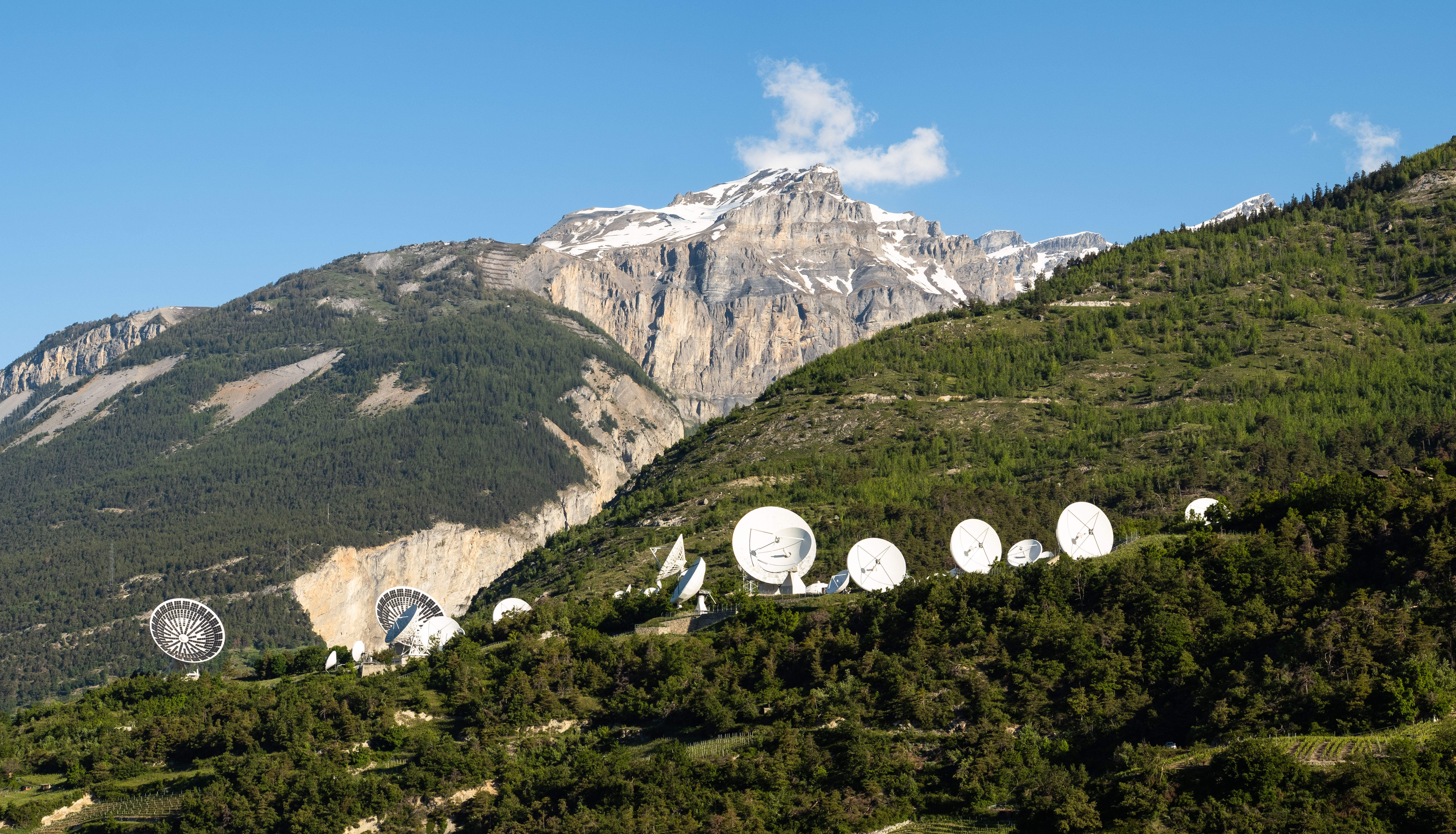
Les antennes de Loèche font partie du système Onyx.

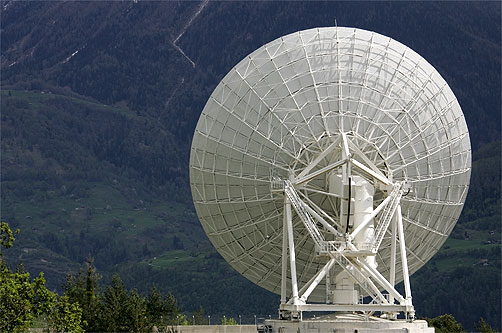
Détail de la station d'interception de Leuk.

Onyx est un système de la Confédération suisse dit "COMINT", il intercepte des communications civiles et militaires qui transitent par satellites. Originellement nommé « SATOS-3 » (les systèmes SATOS 1 et 2 ont été lancés à partir de 1992, en particulier pour intercepter les fax). Onyx est lancé en avril 2000 et capte les transmissions et transferts de données écrites et vocales. Tout est intercepté, les appels téléphoniques, télécopies, télex, mails, et données informatiques en tout genre. Nous pouvons assurément affirmer qu'Onyx avec le temps et les avancées se soit adapté aux nouvelles technologies.
Son utilisation est appréciée par le Service de renseignement de la Confédération (SRC/SRA), le Service d’analyse et de prévention (SAP), le Département fédéral de justice et police (DFJP) et naturellement le Département fédéral de la défense, de la protection de la population et des sports (DDPS) qui est son principal utilisateur.

## Localisation
Il est achevé en 2005 et se base en 2009 sur trois sites situés en Suisse :
- Zimmerwald (canton de Berne) 46° 53′ 12,46″ N, 7° 28′ 41,41″ E
- Heimenschwand (dans le village de Buchholterberg, canton de Berne) 46° 49′ 52,81″ N, 7° 42′ 57,99″ E: 3 antennes[2].
- Loèche (canton du Valais) 46° 19′ 05″ N, 7° 38′ 43″ E: 4 antennes[3]

## Fonctionnement
D'une manière semblable à Echelon, il emploie des listes de mots-clés pour filtrer les contenus interceptés et trouver des informations dignes d'intérêt. Le coût du système n'a pas été révélé publiquement, mais le chiffre de 100 millions de francs suisses a été mentionné plusieurs fois. En 2001, la revue française "Le monde du renseignement" a dévoilé après un entretien avec un responsable de Swisscom, l'intervention de la NSA afin de faciliter la mise en place d'Onyx. Cette information a été démentie par le DDPS.

## Engagement
Le 8 janvier 2006, l'édition dominicale du Blick (le Sonntagsblick) publie un rapport secret produit par le gouvernement suisse en utilisant des données interceptées par Onyx. Le rapport décrit un fax envoyé par le ministère égyptien des affaires étrangères à son ambassade de Londres et décrivant l'existence des centres de détention secrets supervisés par la CIA en Europe de l'Est. Le gouvernement suisse ne confirme pas officiellement l'existence du rapport, mais lance le 9 janvier une procédure judiciaire pour fuite de documents secrets contre le journal et les journalistes. L'authenticité du fax sera confirmée durant le procès, qui se terminera avec l'acquittement de tous les accusés le 17 avril 2007,. Le 9 janvier 2009, lors de la crise diplomatique entre la Suisse et la Libye (2008-2010), un message capté par Onyx et décrypté révèle que les Libyens seraient au courant de préparatifs pour une exfiltration des otages suisses depuis le 18 décembre 2008, faisant ainsi annuler l'opération SAKR2 qui devait les faire exfiltrer par le DRA10 via le Niger à l'aide de Touaregs.

## Révélations d'Edward Snowden
2013, Edward Snowden révèle au grand jour des documents classés "secret" de la NSA. On y retrouve la "Treasure Map", une carte montrant les entreprises et les chemins des communications internet et mobiles du monde. Les nœuds en rouge de la carte représentent les réseaux d'entreprises que la NSA peut intercepter. Parmi cette carte, Swisscom est représentée par un nœud rouge. La Suisse était elle au courant ? Selon ses anciennes déclarations, non, déjà au tout début d'Onyx, en 2000, notre ancien conseiller fédéral Ogi avait clairement précisé qu'Onyx n'était pas connecté avec des systèmes d'interception étrangers (Echelon par exemple). Le Conseil fédéral a confirmé cette déclaration. De tout temps, la Suisse a toujours nié tout lien avec des organismes étrangers et Onyx. Ueli Mauer en 2013 avait déclaré que la collaboration avec les services secrets américains et le service de renseignement Suisse  se limite à la lutte contre le terrorisme. Mais un autre document confidentiel, non daté, d’Edward Snowden partagé par le journal espagnol «El Mundo», citait la Suisse dans une liste de pays avec lesquels la NSA entretient une «Focused Cooperation». L'ancien ministre de la Justice, Christoph Blocher, n’excluait pas que la Suisse ait collaboré avec la NSA.

## Antennes de Loèche
De 1974 à 2002, le parc d’antennes paraboliques de Loèche appartenait à la Confédération ainsi qu'aux PTT (Swisscom aujourd'hui). Mais en 2002, la majorité des antennes paraboliques sont vendues à une entreprise privée, Verastar, à qui les autorités suisses louaient leurs utilisations. L'entreprise change ensuite de nom pour Signalhorn. La problématique perçue par certains, est le lien proche entre l'entreprise qui possède et loue à l'armée Suisse des antennes paraboliques à des fins d'espionnage, et la NSA. Cette entreprise étant connue pour ses liens indirects avec la NSA. En 2012, le DDPS déclare que hormis l'eau et l'électricité, la Suisse ne partage rien avec Signalhorn, encore moins avec la NSA.

## Galerie d'images

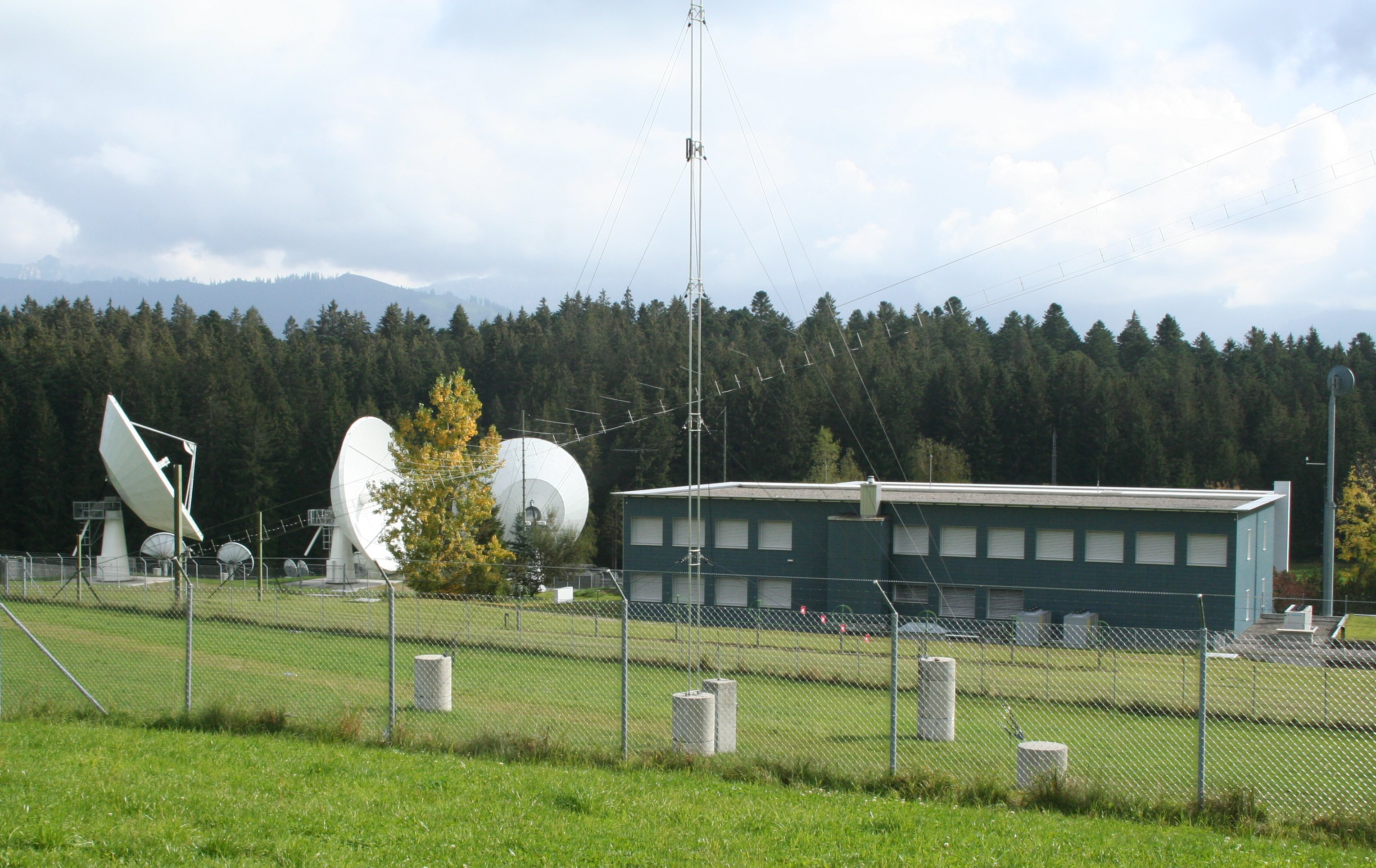
Station d'écoute à Heimenschwand.
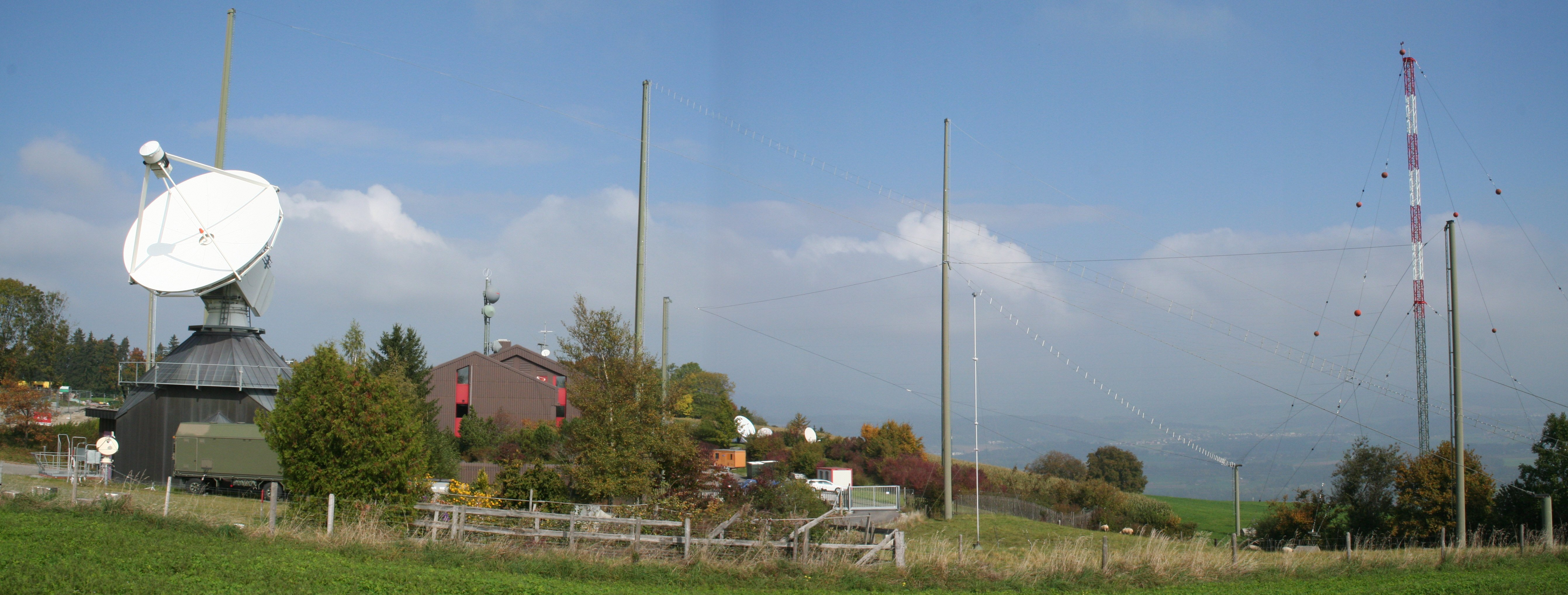
Station d'écoute à Zimmerwald.
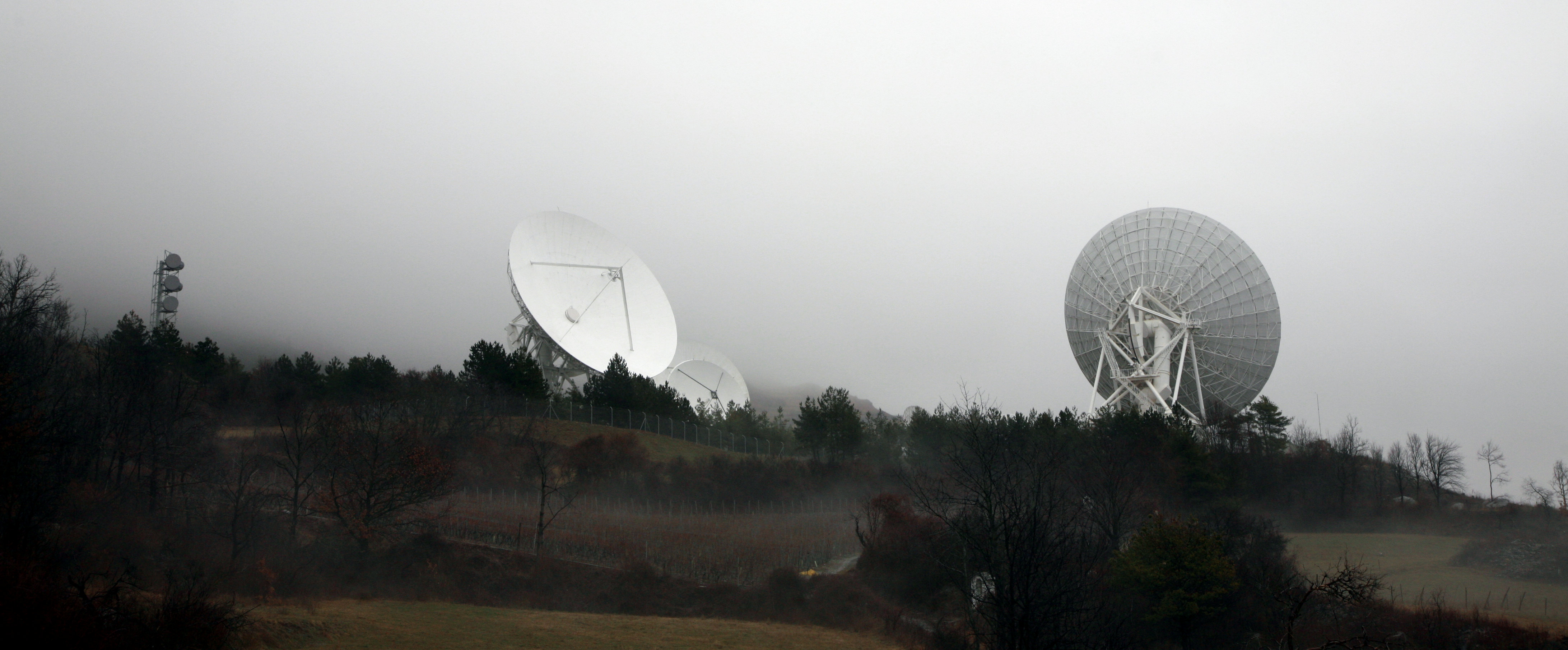
Antennes près de Loèche.